# Nati nel 1910/Senza giorno specificato
| Questa pagina contiene informazioni ricavate automaticamente dalle voci biografiche con l'ausilio del template Bio e di un bot. L'aggiornamento è periodico e automatico e ricostruisce completamente la pagina. Se manca una persona in questa lista, sei pregato di non aggiungerla, ma accertati piuttosto che la sua voce biografica contenga il template Bio e che i dati anagrafici siano correttamente compilati. Se il template Bio manca, inseriscilo tu stesso o, in alternativa, metti l'avviso {{tmp\|Bio}} che ne segnala la mancanza. Se i dati riportati sono sbagliati, correggi direttamente la voce biografica; le modifiche saranno visibili in questa lista entro pochi giorni. Per chiarimenti vedi il progetto biografie. La lista contiene solo le 99 persone che sono citate nell'enciclopedia e per le quali è stato implementato correttamente il template Bio. Pagina aggiornata al 18 ago 2025. |

- 'Abd al-Masīh al-Ḥabašī, monaco cristiano eritreo († 1981)
- Tarab Abdul Hadi, attivista palestinese († 1976)
- Luigi Albera, militare italiano († 1943)
- Rino Anzi, fumettista italiano († 1977)
- Nello Ascoli, attore cinematografico e attore teatrale italiano († 1995)
- Sirio Banchelli, nuotatore e pallanuotista italiano († 1963)
- Franco Bertoli, stilista italiano († 1960)
- Bi Kidude, cantante tanzaniana († 2013)
- Giuseppe Bigi, rugbista a 15 argentino
- Romano Boico, architetto italiano († 1985)
- Mario Bonini, militare italiano († 1941)
- Aldo Brandolin, militare italiano († 1942)
- Mario Brelich, giornalista, scrittore e traduttore italiano († 1982)
- Henry Brethous, schermidore francese († 1999)
- Alessandro Bruschetti, pittore italiano († 1980)
- Eugenio Calzia, compositore italiano († 1980)
- Vasco Campagnano, tenore e baritono italiano († 1976)
- Giovanna Caracciolo, stilista italiana († 1983)
- Emilio Castro, calciatore argentino († 1988)
- Wilbert McLeod Chapman, ittiologo statunitense († 1970)
- Roberto Cherubin, militare italiano († 1942)
- Lorenzo Chiaraviglio, architetto italiano († 1973)
- Alcopley, pittore e medico statunitense († 1992)
- Carlo Cordié, critico letterario italiano († 2002)
- Walter Crociani, allenatore di calcio e dirigente sportivo italiano († 2004)
- Mario Dazzini, esperantista italiano († 1985)
- Germana Di Giulio, soprano italiana († 1981)
- Augusto Donaudy, scrittore e traduttore italiano († 1982)
- Carlo Evangelisti, militare italiano († 1941)
- Alberto Fabiani, stilista italiano († 1987)
- Giovanni Finazzi, calciatore italiano
- Mario Finazzi, calciatore italiano
- Raffaello Fusco, chimico italiano († 2002)
- Adele Gloria, poetessa e pittrice italiana († 1984)
- Cesare Federico Goffis, filologo, critico letterario e storico della letteratura italiano († 2004)
- Vladimir Gorochov, cestista e allenatore di pallacanestro sovietico († 1969)
- Salmen Gradowski, polacco († 1944)
- Dario Grixoni, militare italiano († 1938)
- Thupten Jampel Yishey Gyantsen, monaco buddhista e politico tibetano († 1947)
- Toshio Haneda, astronomo giapponese († 1992)
- Pakize Tarzi, medico turco († 2004)
- Algirdas Jonas Klimaitis, militare lituano († 1988)
- Trio Lescano, cantante ungherese († 1987)
- Gordon Lett, ufficiale britannico († 1989)
- John Jacob Loeb, compositore statunitense († 1970)
- Angelo Lombardi, conduttore televisivo italiano († 1996)
- Carlo Leopoldo Lualdi, imprenditore e ingegnere italiano († 1980)
- Aurelio Lucchini, architetto e storico dell'architettura uruguaiano († 1989)
- Anton Luli, gesuita albanese († 1998)
- Ma Zhongying, generale cinese
- Albert Margai, politico sierraleonese († 1980)
- Adelmo Maribelli, pittore italiano († 1977)
- Kenneth McAll, psichiatra britannico († 2001)
- Michelangelo Merlin, fisico italiano († 2002)
- Giuseppe Mesirca, saggista italiano († 1995)
- Annie Messina, scrittrice italiana († 1996)
- Vincenzo Minciacchi, presbitero italiano († 2003)
- Alfredo Monaco, medico e antifascista italiano († 1988)
- Franco Mosca, illustratore e pittore italiano († 2003)
- Luigi Navone, scultore italiano († 1983)
- Pierre Marie Nguyễn Văn Năng, vescovo cattolico vietnamita († 1978)
- Antonio Nuzzo, militare italiano († 1937)
- Adalberto Orlando, militare italiano († 1941)
- Vincenzo Pandolfo, partigiano italiano († 1943)
- Mario Pellegrini, architetto italiano († 1954)
- Francesco Pellegrino, compositore e direttore di banda italiano († 1975)
- Fernando Pieruccetti, pittore, disegnatore e fumettista brasiliano († 2004)
- Antonio Privitera, pittore italiano († 1989)
- Heinrich Racker, psicoanalista, psicologo e musicologo polacco († 1961)
- Subarna Shamsher Jang Bahadur Rana, politico nepalese († 1977)
- Marcella Rivi, paroliera e cantante italiana († 1981)
- Renzo Rocca, militare e agente segreto italiano († 1968)
- Salvatore Francesco Romano, storico italiano († 1994)
- Herbert A. Rosenfeld, psicoanalista britannico († 1986)
- Henryk Ross, fotografo polacco († 1991)
- Ferrer Rossi, violinista e compositore italiano († 1986)
- Michele Rubino, disegnatore italiano († 1978)
- Sardi, compositore e musicista indonesiano († 1953)
- Mario Scanu, cantante italiano († 1987)
- Tan See Han, calciatore indonesiano
- Jean Sendy, scrittore e traduttore francese († 1978)
- Nicola Sernia, partigiano italiano († 1943)
- Charlie Sien, cestista, allenatore di pallacanestro e arbitro di pallacanestro singaporiano († 1984)
- Evgenij Nikolaevič Somov, compositore di scacchi russo († 1942)
- Mario Sosa, calciatore cubano
- Paolo William Tamburella, produttore cinematografico, sceneggiatore e regista statunitense († 1951)
- Masao Ueyama, esperantista e scrittore giapponese († 1988)
- Ioteba Tamuera Uriam, scrittore, musicista e politico gilbertese († 1988)
- Vasco Valerio, tennista e produttore cinematografico italiano († 1969)
- Venturino Ventura, architetto italiano († 1991)
- Remo Viola, militare italiano († 1941)
- Xie Zhiliu, pittore e calligrafo cinese († 1997)
- Yang Zhenming, artista marziale cinese († 1985)
- Dino Zannoner, militare italiano († 1941)
- Pál Zilahi, calciatore ungherese
- Armando Zolli, partigiano italiano († 1944)
- Farid al-Atrash, compositore, cantante e attore siriano († 1974)
- Husayn al-'Uwayni, politico libanese († 1971)
- Marchinus van der Valk, filologo classico e teologo olandese († 1992)